# Европско ратиште (Други светски рат)
Европско бојиште је представљало низ жестоких борби широм Европе, током Другог светског рата, од 1. септембра 1939. до 25. маја 1945. Савезничке снаге су се бориле са силама Осовине на три бојишта: Источном фронту, Западном фронту и Медитеранском бојишту.
Током 1930-их, Адолф Хитлер, вођа нацистичке Немачке, проширио је немачку територију анексијом целе Аустрије и Судетске области Чехословачке 1938. године. Ово је делимично било мотивисано немачком расном политиком која је веровала да земља мора да се шири како би псеудонаучна „ аријевска раса “ преживела. Помагала им је Италија, још једна фашистичка држава коју је предводио Бенито Мусолини . Други светски рат је почео немачком инвазијом на Пољску 1. септембра 1939. године, а Совјетски Савез, предвођен Јосифом Стаљином, придружио се инвазији касније тог месеца. Две нације су потом поделиле Пољску између себе.
Пољски савезници, Француска и Уједињено Краљевство, објавили су рат Немачкој неколико дана након инвазије на Пољску, али нису желели да се заиста упусте у сукоб. То се променило након што је Немачка извршила инвазију на Норвешку, Данску, Француску, Холандију, Белгију и Луксембург . Шест земаља је преузето, а Немачка је започела два узастопна ваздушна бомбардовања Уједињеног Краљевства, у бици за Британију и Блицкригу . Британски премијер Винстон Черчил предводио је ратне напоре своје земље. Немачка је такође започела широко распрострањени геноцид над Јеврејима у Холокаусту . Године 1940, Италија је напала Грчку, а 1941. Немачка је напала Југославију и Грчку . У јуну 1941. године, Немачка је започела инвазију на Совјетски Савез, кршећи пакт о ненападању између земаља, а у децембру 1941. Немачка је објавила рат Сједињеним Државама, убрзо након што је то учинио и Царски Јапан . Сједињене Државе је предводио председник Френклин Д. Рузвелт .
Године 1942, Совјети су зауставили даљу инвазију на своју земљу у бици код Стаљинграда . У међувремену, савезници су започели масовну бомбардовање немачких индустријских циљева. Године 1943, савезничке силе су започеле инвазију на Италију, што је довело до краја Мусолинијевог режима, али Немци и Италијани лојални Осовини су наставили борбе. У априлу 1945. године, Рузвелт је умро, а наследио га је Хари С. Труман . Савезници су ослободили Рим у јуну 1944. године. Такође у јуну, савезничке силе су започеле инвазију на немачку окупирану западну Европу, док су Совјети покренули масовни контранапад у источној Европи . Обе кампање су биле успешне за савезнике. Совјетски Савез је освојио већи део источне Европе, укључујући немачку престоницу Берлин, док је Мусолини обешен, а Хитлер извршио самоубиство . Ослобођени су концентрациони логори који су коришћени у Холокаусту. Немачка се безусловно предала 8. маја 1945. године, иако су се борбе наставиле другде у Европи до 25. маја . Дана 5. јуна 1945. године потписана је Берлинска декларација којом је проглашена безусловна предаја Немачке четирима победничким силама. Савезничке силе су потом кренуле да заврше Пацифички рат против Јапана.
Након завршетка Другог светског рата, савезници су окупирали европски континент, враћајући неке земље њиховим предратним лидерима или стварајући нове владе, пре него што су финансирали економски опоравак својих земаља. Немачки војни вође били су подвргнути Нирнбершким кривичним процесима . Западна Европа је постала низ капиталистичких влада, а Источна Европа комунистичка, што је започело Хладни рат међу бившим савезничким земљама. Немачка је била подељена на капиталистичку Западну Немачку и комунистичку Источну Немачку .

## Уводни догађаји
Након пораза Немачке у Првом светском рату, Версајским споразумом су јој наметнуте оштре казнене мере, укључујући значајне финансијске репарације, губитак територије (неке само привремено) и клаузуле о ратној кривици. Иако је Немачка на крају у ствари платила само мањи износ репарација, многи Немци су за послератни економски колапс своје земље, као и хиперинфлацију кривили Версајски споразум. Све ово је допринело политичкој нестабилности, која је Адолфу Хитлеру и његовој Национал социјалистичкој немачкој радничкој партији омогућила да дођу на власт. У међувремену, у Италији фашистички вођа, Бенито Мусолини је дошао на власт 1923, и након свог Марша на Рим претворио своју земљу у фашистичку државу. Обојица вођа и партија су практиковали нацистичку, тоталитарну и репресивну политику у својим земљама.
Хитлер је извео Немачку из Лиге народа, Мусолини и Хитлер су формирали осовину Рим-Берлин коју су озваничили такозваним Челичним пактом. Касније им се придружио и Јапан. Јапан и Немачка су већ имали потписан Антикоминтернски пакт из 1939. Силама Осовине придружиле су се и неке мање државе као што су Мађарска, Румунија, НДХ и др.

## Избијање рата у Европи
Нацистичка Немачка и Совјетски Савез су били заклети непријатељи, али након Минхенског споразума, који је предао Чехословачку, француског и совјетског савезника Немачкој, политичка реалност је омогућила Совјетском Савезу да са Немачком потпише пакт о ненападању (Споразум Рибентроп-Молотов). Овај споразум је садржао и тајну клаузулу о подели Пољске, балтичких република и Финске између Совјетског Савеза и Немачке.
Рат у Европи почео је 1. септембра, 1939, када је Нацистичка Немачка извршила инвазију на Пољску, којој су Уједињено Краљевство и Француска гарантовале безбедност. 3. септембра 1939, Британија и Француска су објавиле рат Немачкој и британске снаге су упућене у Француску, али ни Французи ни Британци нису пружили никакву значајну помоћ Пољацима током целе инвазије на Пољску и немачко-француска граница је (изузев Сарске офанзиве) остала мирна.
Дана 17. септембра је и Совјетски Савез извршио инвазију на Пољску са истока и неколико сати након тога се пољска влада евакуисала у Румунију. Пољска је пала у року од 5 недеља. Њене последње операционе јединице су се предале 5. октобра након битке за Кок. Кад се завршио септембарски поход на Пољску, Хитлер је Уједињеном Краљевству и Француској понудио мир на бази признавања новонастале ситуације у источној Европи. 12. октобра је добио негативан одговор од Уједињеног Краљевства.
Међутим, Пољска није капитулирала и пољска влада у егзилу је наставила да командује пољском мрежом покрета отпора, која је допринела поразу Нацистичке Немачке.
Упркос брзом развоју догађаја на истоку, дуж француско-немачке границе, ситуација је била мирна. Овај релативно миран период је потрајао све до 10. маја, 1940, и познат је као Лажни рат.

## Немачка стиче превласт у северној Европи
Неколико других земаља је за ово време ушло у сукоб. До 28. септембра, 1939, три балтичке републике су схватиле да немају избора осим да допусте совјетским трупама да формирају базе на њиховим територијама. Совјетски Савез је окупирао балтичке републике јуна 1940, а коначно их анектирао августа 1940.
СССР је истовремено понудио сличан споразум и Финској али га је она одбила због чега је Совјетски Савез 30. новембра 1939. напао Финску. Овим је отпочео Зимски рат. Након преко три месеца жестоких борби и великих губитака, Совјетски Савез је одустао од инвазије. Московским мировним споразумом, 12. марта, 1940, Финска се одрекла 10% своје територије. Финци су били огорчени због губитка више територије у миру него на бојишту и због недостатка подршке из света.
Дана 9. априла 1940. Немачка је започела операцију Везерибунг, како би заузела Данску и Норвешку, наводно као одбрамбени маневар против планиране (и отворено разматране) француско-британске окупације ових земаља са циљем контролисања извоза шведске гвоздене руде, као и успостављања контроле над северним Атлантиком. Након неуспешног британског похода у Норвешкој, Финска и Шведска су биле одсечене од запада. Последица овога је била да је Немачка извршила притисак на неутралну Шведску да допусти транзит војног материјала и трупа кроз своју територију. Немачко војно присуство близу севера Финске и тамошњих рудника никла, Финска је сматрала напретком у стратешкој ситуацији.

## Рат на западу
Дана 10. маја, Лажни рат је окончан изненадним брзим продором немачких снага кроз Белгију, Холандију и Луксембург, којим су Немци са севера заобишли француска утврђења дуж Мажино линије. Након што је прегазила земље Бенелукса, Немачка је кренула против Француске, ушавши на њену територију кроз Ардене 13. маја. Французи су направили кобну грешку јер су оставили ову област готово потпуно небрањену верујући да је терен непроходан за тенкове. Главнина савезничких снага, укључујући и Британски експедициони корпус, била је сконцентрисана у Фландрији у очекивању да ће Немци поново применити Шлифеновог плана из Првог светског рата. Међутим, немачке оклопне снаге, које су пробиле француску линију фронта код Седана и Динана, наставиле су са незаустављивим напредовањем ка обали Ламанша. По избијању немачких јединица на обалу, француске и британске јединице у Фландрији су се нашле у обручу. Због овога, као и због надмоћних немачких комуникација, Битка за Француску је трајала краће него што је било ко од Савезника могао и да претпостави. Трајала је шест недеља, укључујући бомбардовање Париза од стране Луфтвафеа 3. јуна, након чега се Француска предала. Како би додатно понизио Французе, Хитлер је организовао да документ о предаји буде потписан у Компијенској шуми, у истом железничком вагону у коме је немачка предаја потписана 1918. Предаја је поделила Француску на два дела; северни део који је био под немачком окупацијом и јужни део који је остао под француском контролом, са центром у Вишију, због чега је добио име Вишијевском Француском. Многи француски војници, као и војници из других окупираних држава су пребегли у Британију. Генерал Шарл де Гол се прогласио легитимним вођом снага Слободне Француске и заклео се на наставак борбе. 10. јуна, и Италија је објавила рат.
Вјечеслав Молотов, премијер Совјетског Савеза, који је имао потписан споразумом о ненападању, је честитао Немцима: “Примите најсрдачније честитке совјетске владе поводом изврсног успеха немачког Вермахта. Гудеријанове тенкове који су се пробили до мора код Абевила је напајало совјетско гориво, немачке бомбе, које су сравниле Ротердам са земљом су биле пуњене совјетским пироксилином, а меци који су погађали британске војнике који су се повлачили из Денкерка, су били совјетски…”
Касније, 24. априла 1941, СССР је издао пуно дипломатско признање владе у Вишију.
Пад Француске је оставио Британију и њено царство усамљено. Британски премијер, Невил Чемберлен, је дао оставку током битке и заменио га је Винстон Черчил. Срећна околност за Британце је била та што је већина њене армије избегла заробљавање у француској луци Денкерк, где су хиљаде малих цивилних чамаца и бродића искоришћени да пребаце трупе са обале до ратних бродова који су чекали да их извуку на сигурно. Вођене су бројне дебате о томе да ли су су немачке оклопне дивизије могле саме да поразе браниоце Денкерка да су прешле у напад, јер су њихове линије снабдевања биле исувише растегнуте и била им је потребна реорганизација; у сваком случају, Хитлер је одлучио да послуша савет свог министра ваздухопловства, Хермана Геринга и дозволи Луфтвафеу да сам нападне савезничке снаге док немачка пешадија не пристигне. Ова Хитлерова одлука омогућила је Британцима да успешно евакуишу не само Британски експедициони корпус већ и значајан број савезничких војника који ће представљати окосницу за формирање оружаних снага Слободне Француске. Касније је велики број ових евакуисаних војника одиграо важну улогу током искрцавања у Нормандији.
Британија је одбила неколико тајних немачких позива на преговоре о миру. Немачка је гомилала своје ваздухопловне снаге у северној Француској, како би се припремила за могућу инвазију на Британију под шифрованим називом операција Морски лав, оцењујући да је ваздушна превласт пресудна за успех инвазије. Операције које је Луфтвафе изводила против британског Краљевског ваздухопловства (РАФ) су постале познате под именом битка за Британију. У почетку се Луфтвафе концентрисала на уништавање потенцијала РАФ-а на земљи и у ваздуху. Касније је тактика промењена и нагласак је стављен на бомбардовање великих градова. Међутим, РАФ никад није потпуно поражен, због чега су планови за инвазију одложени.
Током битке за Британију, сви британски велики индустријски градови су жестоко бомбардовани. Лондон је посебно страдао, јер је био бомбардован сваке ноћи неколико месеци узастопно. Међу осталим метама су били Бирмингем и Ковентри, као и стратешки важни градови, као што је поморска база Плимут и лука Кингстон на Халу. Захваљујући паузи у копненим операцијама до које је дошло у Европи, ваздушни рат је привукао светску пажњу, упркос поморској бици за Атлантик и бројним акцијама британских командоса у окупираној Европи. Черчил је поводом ове ваздушне битке изговорио чувену реченицу која је била упућена особљу РАФ-а: "Никада у људском сукобу тако много људи није дуговало толико много неколицини".

## Рат у ваздуху
Ваздушни рат изнад европског бојишта почео је још 1939. године али је за Ратно ваздухопловство САД он званично почео 4. јула 1942. године када су америчке ваздухопловне јединице стигле у Уједињено Краљевство како би се придружиле нападу на Немачку. Кампања стратешког бомбардовања Немачке је званично завршена 5. јуна 1944. године а заменила ју је блиска ваздушна подршком савезничкој копненој офанзиви која је започела искрцавањем у Нормандији 6. јуна 1944. године. Од овог тренутка на даље, офанзивне акције Ратног ваздухопловства САД координисане су са копненом офанзивом савезничких снага у Европи.
Предратна доктрина је предвиђала да ће снажни бомбардерски напади на противничке градове изазвати масовну панику и брзу пропаст непријатеља. У складу са овом доктрином, Британско краљевско ратно ваздухопловство (РАФ) је формирало тзв. Бомбардерску команду која је располагала великим бројем стратешких бомбардера. Насупрот овој доктрини, ваздухопловна доктрина којом се руководила Нацистичка Немачка је била у потпуности окренута ка ваздушној подршци копненим снагама. Због тога су немачки бомбардери били мањи од британских, а Немачка никада није развила успешан четворомоторни тешки бомбардер који би могао да парира британском тешком бомбардеру Авро Ланкастер или америчким Б-17 Летећа тврђава и Б-24 Либератор.
Главнина немачких бомбардерских напада на британске градове изведена је у периоду јесен 1940. - пролеће 1941. После овог периода, велики број немачких бомбардера пребачен је на исток како би био употребљен за напад на Совјетски Савез. Немачки бомбардерски напади на британске градове су настављени све до краја рата али у далеко мањем обиму. У завршној фази рата Немачка је за напад на британске градове употребила летећу бомбу V-1 и балистичку ракету V-2. Међутим, однос бомби бачених на британске и немачке градове се значајно променио у корист савезника. Британска Бомбардерска команда је стално јачала па је током 1942. године за напад на поједине немачке градове одједном ангажовано преко 1.000 бомбардера. Након 1942. године ноћни напади британске Бомбардерске команде на немачке градове употпуњени су дневним бомбардерским нападима које је изводила Америчка 8. ваздухопловна армија. 4. фебруара 1945. савезничко бомбардовање Дрездена проузроковало је један од најкатастрофалнијих пожара у историји. Ватрена стихија прогутала је град у којем се налазио велики број немачких избеглица због чега је број настрадалих цивила био изузетно велики и кретао се између 25.000 и 35.000 погинулих. Само су бомбардерски напади на Хамбург, 24. јула 1943, бомбардерски напад на Токио и нуклеарни напад на Хирошиму 6. августа 1945. и на Нагасаки 9. августа 1945. проузроковали веће људске жртве.

## Медитеран и Балкан
Италија је извршила инвазију на Албанију 7. априла, 1939, и званично је анектирала. Мусолинијев режим је објавио рат Британији и Француској 11. јула, 1940, и извршио инвазију на Грчку 28. октобра. Међутим, италијанске снаге нису успеле да понове успех нациста у северозападној Европи.
Италијанско ратно ваздухопловство (Ређа аеро-наутика) је 12. јуна отпочело дугу и неуспешну ваздушну кампању против Малте. Чак ни предаја Француске није пуно помогла силама Осовине. Поморска битка за Медитеран је била катастрофа за италијанску ратну морнарицу Regia Marina и морнарицу Вишијевске Француске, које су претрпеле велике губитке у сукобима са британском и аустралијском ратном морнарицом током 1940. Најпознатије поморске и ваздушне акције из овог периода су напад на Мерс-ел-Кебира (3. јул) и напад на Таранто (11. новембар).
Не само да Италијани нису успели да освоје Грчку, већ је под вођством грчког диктатора, премијера Јоаниса Метаксаса, Грчка успешно извршила контранапад у Албанији од 14. новембра.
Краљевина Југославија којом је до пунолетства малолетног краља Петра II, привремено управљао регент принц Павле Карађорђевић, приступила је 25. маја 1941. год. Тројном пакту. Регент је потписао приступање Тројном пакту зато што су за услуге проласка немачких јединица преко југословенске територије Краљевини Југославији обећање територије северне Грчке и Солун. Потписивање Тројног пакта изазвало је велико незадовољство у народу које је кулминирало 27. марта када је војска на челу са армијским генералом Душаном Симовићем извршила пуч и преузела власт у земљи.
Италијански пораз у сукобу са Грчком је био неизбежан због чега је Немачка била приморана да интервенише. 6. априла 1941. године немачке снаге су заједно са италијанским, мађарским и бугарским снагама извршиле симултани напад на Грчку и Југославију. После 12 дана борби, Краљевина Југославија је капитулирала 17. априла. Грчка је дуже пружала отпор захваљујући британским, аустралијским и новозеландским снагама које су хитно пребачене из Египта у Грчку, али су савезници били слабо припремљени и организовани због чега су претрпели пораз. Британске експедиционе снаге су због тога евакуисане на острво Крит. Немачке јединице су напредовале незаустављиво па је 27. априла освојена и грчка престоница Атина чиме је највећи део земље пао под окупацију.
Након што су окупирали копнени део Грчке, Немци су 20. маја 1941. године извршили десант на острво Крит у историји познатији под називом Битка за Крит. Уместо поморског десанта који су Британци очекивали, Немци су извели велики ваздушни десант. Међутим, немачки падобранци су током ове операције претрпели страховите губитке због чега Немци никада више нису извели овако велику ваздушно-десантну операцију. Захваљујући немачким падобранцима који су, упркос тешким губицима успели да заузму један аеродром на Криту, Немци су били у могућности да транспортним авионима пребаце свеже трупе на острво и да га заузму. Највећи део савезничких снага евакуисан је у Египат. Заједно са њима, у Египат је 1. јуна 1941. стигао и грчки краљ Јоргос II од Грчке као и чланови грчке владе.
Захваљујући успеху на Балкану, Немачка је осигурала позиције за почетак највеће копнене операције у историји ратовања, напад на СССР. Међутим, одлагање почетка операције због кампање на Балкану је било један од разлога пораза Нацистичке Немачке.

## Источни фронт
Дана 22. јуна 1941. Немачка је отпочела напад на Совјетски Савез под шифрованим именом Операција Барбароса. Совјетски лидер Јосиф Стаљин је више пута био упозораван од стране своје обавештајне службе на опасност од предстојеће инвазије, али је занемарио сва упозорења. Не само да је игнорисао сва упозорења, већ су у ноћи која је претходила инвазији, совјетске јединице на положајима добиле наредбу потписану од стране маршала Тимошенка и генерала армије Георгиј Жукова у којој је стајало „не одговарати на провокације“ и „не предузимати било какве акције без конкретног наређења“. Првих неколико недеља инвазије биле су катастрофалне за совјетску армију. Велики број совјетских војника, читаве армије, опкољене су и заробљене од стране немачког Вермахта. Поред немачких јединица, у нападу су учествовале италијанске, мађарске и румунске јединице. Финска је такође учествовала у нападу, иако је првобитно прогласила неутралност. Имајући на својој територији и немачке и совјетске јединице, Финска је била спремна да се придружи немачким јединицама када је СССР напао 25. јуна. Сукоб који је у Финској уследио и који је трајао од 1941. до 1944. понекад се назива Настављени рат зато што се сматра наставком Зимског рата.
Операција Барбароса имала је неколико озбиљних недостатака. Најозбиљнији је свакако била лоша логистичка ситуација која је настала током напада. Огромна пространства Совјетског Савеза значила су да немачке јединице могу да напредују само до границе својих линија за снабдевање. У тренутку када се немачки напад зауставио пред Москвом 5. децембра 1941. немачке јединице нису више биле способне да наставе са даљим напредовањем. Једноставно, до прве линије фронта је стизало премало залиха које нису биле довољне ни за вођење одбрамбених операција, а камоли за даље наступање. Временски распоред Операције Барбароса рачунао је на то да ће совјетски отпор бити сломљен пре наступања зиме. Неуспех у сламању совјетске одбране у предвиђеном року значајно је утицао на даље немачке планове. Да Хитлер није напао Краљевину Југославију и Грчку, операција би почела на време и Совјетски Савез би можда био поражен.
Током дугог повлачења Совјети су примењивали политику спаљене земље. Све што је могло бити од користи непријатељу, морало је бити уништено. У складу са овом политиком уништавани су индустријски објекти, мостови и железница и спаљивана житна поља. Оваква политика додатно је погоршала логистичке проблеме са којима се сусретала немачка војска током напада на СССР. Међутим, оно што је било најважније је да су Совјети успели да целокупну тешку индустрију, која се налазила у европском делу Совјетског Савеза, евакуишу на територије иза Урала и на тај начин очувају континуитет у производњи наоружања и војне опреме.
Продужење кампање изван планираних временски оквира имало је за последицу слабљење немачких јединица због великих губитака проузрокованих оштром зимом и сталним совјетским противнападима.
Иако је њихово даље напредовање заустављено због недостатка залиха и оштре руске зиме, немачке јединице успеле су да зауму огромне територије на којем су се налазиле 2/5 од укупне совјетске индустрије. Ослобађање ове територије скупо ће коштати Совјетски Савез.
Неколико месеци након почетка инвазије, немачке јединице опселе су Лељинград. Северно од града, линију фронта су држале финске јединице, док су са истока и југа положаје према граду држале немачке јединице. Главнокомандујући финске војске, генерал Густав Емил Манерхајм, зауставио је своје јединице на реци Свир и уздржао се од напада на сам град. Хитлер је својим генералима наредио да сравне Лењинград са земљом и да истребе његово целокупно становништво. Уместо јуриша на град, Вермахту је наређено да опколи град и да умори његове становнике и браниоце глађу, као и да константно туче град артиљеријом и из ваздуха. Током опсаде која је трајала 506 дана непрекидно, настрадало је око 1.000.000 цивила од којих је око 800.000 умрло од глади. Током зиме, једини пут ка граду водио је преко језера Ладога, између немачких и финских положаја.
По завршетку зиме 1941-42. немачка армија спремала се за наставак офанзиве. У овом периоду, велики проблем представљао је недостатак нафте. Због тога је немачка врхушка одлучила да привремено одустане од Москве као главног циља офанзиве и да циљ летње офанзиве под називом Операције Плави у 1942. буду нафтна поља на Кавказу. Током припрема и реализације летње офанзиве Хитлер је направио велику грешку поделивши групу армија Југ на две подгрупе, Групу армија А која је требало да напада у правцу Кавказа и групу армија Б која је добила задатак да освоји Стаљинград (данас Волгоград).
Хитлерова погрешна одлука имала је катастрофалне последице. Немачке линије снабдевања су биле значајно продужене, а битка за Стаљинград се одужила. Немци су успели да освоје преко 90% града, али их је овај успех скупо коштао. Велики број немачких јединица употребљен је у уличним борбама што је било у супротности са до тада успешно примењиваном тактиком Блицкрига која је налагала заобилажење и опкољавање великих градова. Уместо да ове јединице употреби за освајање Кавказа и богатих нафтних извора који су се налазили у овој области, Хитлер је дао предност пропагандном значају освајања града који је носио име по совјетском лидеру Јосифу Стаљину. Месеци жестоких уличних борби у рушевинама Стаљинграда исцрпели су и десетковали немачке јединице због чега је обезбеђење бокова немачких снага било препуштено слабим мађарским и румунским јединицама. Совјетска команда одлучила је да искористи неповољан распоред непријатељских јединица и наредила је контранапад. Током операције Уран, Совјети су лако поразили мађарске и румунске снаге и извршили опкољавање немачких јединица у Стаљинграду. Иако су се налазиле у безнадежном положају, Хитлер је опкољеним немачким јединицама забранио да се предају и наредио им је да се бране до последњег човека. Гладни и промрзли, немачки војници у обручу код Стаљинграда, пружили су жесток отпор Црвеној армији у нади да ће немачке јединице под командом генерала Ериха фон Манштајна извршити контранапад и деблокирати Стаљинград.
Последње немачке јединице у џепу код Стаљинграда предале су се 2. фебруара 1943. године. У циничном покушају да спречи предају, Хитлер је унапредио команданта немачке 6. армије, генерала Фридриха Паулуса у фелдмаршала. Овакав Хитлеров чин био је мотивисан чињеницом да се до тада ни један немачки фелдмаршал није предао непријатељу. Обе стране су претрпеле тешке губитке током Битке за Стаљинград која је била једна од најкрвавијих битака у историји. Процењује се да је током битке погинуло око 1,5 милиона војника, укључујући и 100.000 цивила.
После Стаљинграда су Немци изгубили иницијативу али она још увек није прешла у руке Совјета. Безнадежни немачки контранапад у лето 1943. под командом фон Манштајна привремено је зауставио совјетско напредовање и довео је до највеће тенковске битке у историји. Курска битка је била последња велика немачка офанзива на Источном фронту. Совјети су били упознати са планираним немачким нападом и припремили су снажне одбрамбене положаје на Курској избочини. Захваљујући благовремено припремљеној одбрани, Црвена армија је зауставила немачки продор након само 17 mi (27 km). После Курска, иницијатива је прешла у руке Совјета који су били у сталној офанзиви све до пада Берлина у мају 1945.
Совјетски Савез је поднео највећи терет борби у Другом светском рату: уколико се занемари савезничко искрцавање у Италији које је било мањег значаја, може се сматрати да је други фронт у Европи отворен тек након савезничког искрцавања у Нормандији. Совјетски губици износили су више од укупних губитака свих других земаља заједно. Током немачког напада на Совјетски Савез погинуло је око 27 милиона Совјета, од којих преко 20 милиона цивила који су погубљени у масовним егзекуцијама или су умрли у концентрационим логорима. Нацистичка идеологија сматрала је Словене за нижу расу због чега су масовне егзекуције спровођене на етничкој основи.
Око 7 милиона припадника Црвене армије погинуло је у борби против Немачке и њених савезника на Источном фронту. Силе Осовине имале су губитке од 4 милиона људи; неколико стотина хиљада немачких војника умрло је у ратном заробљеништву у совјетским гулазима.
Међутим, било би погрешно тврдити да се Совјетски Савез борио сам. Велика количина савезничке војне помоћи редовно је допремана бродским конвојима преко Северног мора. Савезничке активности су можда везале само неколико немачких дивизија током борби, али је број немачких дивизија које су у ишчекивању савезничке инвазије биле распоређене дуж атлантске обале био далеко већи. Такође, потребно је напоменути да Совјети нису имали скоро никакву улогу у поморској кампањи док је њихова улога у стратешкој бомбардерској офанзиви против Трећег рајха била минимална као и њихов допринос у поразу Јапана. Заправо, скоро целокупна Црвена армија је, током већег дела Другог светског рата, била ангажована у борби против немачких јединица на Западу.
Постоји могућност да би немачка кампања на истоку била успешна да циљеви које је Хитлер поставио нису били исувише амбициозни. На пример, да је Хитлер концентрисао све расположиве снаге за напад на Москву можда би успео да зада смртоносан ударац Совјетском Савезу. Међутим, када се оваква прилика указала, Хитлер је потребне јединице пребацио у рејон Кијева како би заузео овај град који није имао никакав војни значај. Касније је покушао да заузме нафтна поља на Кавказу и можда би у томе и успео да није стално пребацивао јединице на делове фронта на којима нису биле потребне. Хитлерова намера да освоји територију Совјетског Савеза до планинског ланца Урал, величине 2.600.000 km² делује невероватно. У стварности, немачка војска је реално могла да освоји и држи само једну важну област: Украјину и Кавказ, Москву и централну Русију или Лењинград и северну Русију. Операција Барбароса представљала је почетак краја Адолфа Хитлера и Трећег рајха.

## Савезничка инвазија на Италију
Успех у северноафричкој пустињи је омогућио Савезницима успостављање потпуне контроле над јужном обалом Медитерана, и ово је Здружени савезнички генералштаб искористио као одскочну даску за напад на Италију.
Савезници су прво заузели острво Сицилију, у операцији Хаски, 10. јула, 1943. Ово је довело до још већег пораста незадовољства Мусолинијем у Италији. Велики фашистички савет га је збацио 25. јула, 1943, и ставио у кућни притвор. Његов наследник, генерал Пијетро Бадољо, је преговарао са савезницима о примирју 8. септембра, 1943.
Нацистичка Немачка је у конфузној ситуацији брзо реаговала. Њене снаге су разоружале италијанске формације, и спремиле се да саме бране Италију.
Савезничке снаге су се на Апенинско полуострво искрцале 3. септембра 1943, прешавши са Сицилије. Даља искрцавања су спроведена код Салерна и Таранта 9. септембра (За више информација видети: Савезничка инвазија на Италију). Ово је довело до тога да се Италија, већ љута на Мусолинија окрене западним Савезницима.
У акцији немачких специјалаца, предвођених Отом Скорценијем, Мусолини је ослобођен, и постављен за вођу Италијанске Социјалне Републике, нацистичке марионетске државе у северној Италији. Био је на овој позицији, док није заробљен, и линчован од стране гомиле 28. априла, 1945, док су савезничке снаге прилазиле Милану.
Немачка је изградила више одбрамбених линија на планинама; најпознатија је била Зимска линија. На њу су Савезници наишли током зиме 1943, и нису били у стању да је пробију. Амфибијским искрцавањима код Анција су покушали да заобиђу ову линију, али Немци су успели да спрече пробој, и Густављева линија (срж Зимске линије) је остала нетакнута. Линија је коначно пробијена у мају 1944, у четвртом великом покушају да се отвори пут ка Риму, над којим је доминирала стратешки добро постављена бенедиктанска опатија код Монте Касина.
Савезници су коначно ушли у Рим 4. јуна, 1944, два дана пре искрцавања у Нормандији. Немачка се прегруписала код Готске линије даље на северу. Након искрцавања у јужној Француској у августу 1944, како би запретиле крилу немачке војске, британске снаге су 10. септембра, 1944. започеле напад на линију. Офанзива Савезника и неких италијанских снага се наставила све до немачке предаје у Италији 29. априла, 1945, два дана након хватања Мусолинија.

## Савезничко ослобађање Француске
У исто време са падом Рима је дошла и дуго очекивана инвазија на Француску. У операцији Оверлорд, савезничке трупе су се искрцале на обале Нормандије 6. јуна, 1944. Уследио је дугачак поход, који је трајао два месеца, током којих су се америчке, британске и канадске снаге полако нагомилавале у мостобрану, а немачке снаге се полако исцрпљивале. Када је коначно дошло до пробоја, он је био спектакуларан - америчке снаге под генералом Патоном су јуриле кроз Француску до границе са Нацистичком Немачком. Немачке снаге које су се бориле у Нормандији су остале заробљене у џепу код Фалеза.
Непрестано бомбардовање немачке инфраструктуре и градова је узроковало огромне губитке и незадовољство. Унутар Немачке, Хитлер је преживео више покушаја атентата. Најозбиљнија је била Завера 20. јула, која се одиграла 20. јула, 1944. Организовао је Клаус фон Штауфенберг, а између осталих су учествовали Ервин Ромел и Алфред Делп. Намера је била да се постави темпирана бомба тако да убије Хитлера, али услед низа непредвиђених околности, завера није успела. Хитлер је био само лакше повређен.
Операцију Оверлорд је комплетирала операција Драгун, која је представљала инвазију на јужну француску, а отпочела је 15. августа, 1944. До септембра 1944. три савезничке армијске групе су биле у линији против немачких формација на западу. Постојала је нада да се рат у Европи може окончати до краја 1944.
Начињен је покушај да се крај рата убрза, смелом операцијом Маркет гарден (17. септембар - 24. септембар 1944). Савезници су покушали да ваздушним десантом заузму кључне мостове у Холандији, и да из Холандије уђу у немачку област Рур, која је представљала индустријско срце Немачке. Немачке снаге у области су биле много јаче него што су Савезници предвидели, па је Британска 1. ваздушнодесантна јединица готово у потпуности уништена.
Хладна зима 1944, уз лошу ситуацију по Савезнике је довела до стагнације на западном фронту. Американци су наставили ломе немачки отпор у бици за Хиртгенску шуму (13. септембар 1944 — 10. фебруар 1945)
Немци су започели велику контраофанзиву 16. децембра, 1944. у Арденској офанзиви, такође названој и Битком за избочину, су одбачене и опкољене неке америчке јединице. Савезничке снаге су на крају успеле да одбаце Немце, и то је био крај њихове последње велике офанзиве у Другом светском рату. Битка је званично завршена 27. јануара, 1945.
Задња препрека за Савезнике је била река Рајна. Прешли су је у априлу 1945, и отворио им се пут у срце Немачке. Последње немачке снаге на западу су опкољене у Руру.

## Крај рата у Европи
Бенито Мусолини, који се повлачио пред Савезничким напредовањем, покушао је да побегне у Швајцарску у пратњи једног немачког против-авионског батаљона. Међутим, италијански партизани су га заробили и препознали, након чега су он, његова љубавница и његови пратиоци стрељани по кратком поступку. Њихова тела јавно су изложена у Милану тако што су била обешена наопачке о надстрешницу градске пијаце.
Сазнавши за Мусолинијеву смрт, Хитлер је схватио да је крај коначно дошао. Остао је у Берлину, који су Совјети опколили и полако заузимали. 30. априла 1945, Адолф Хитлер је, заједно са Евом Браун, својом супругом на један дан, извршио самоубиство да би избегао заробљавање. Хитлер је именовао Карла Деница за новог немачког канцелара, али је Немачка издржала још само седам дана и предала се безусловно 9. маја 1945.